# کرت راسل
کرت ووگل راسل (به انگلیسی: Kurt Vogel Russell) (زاده ۱۷ مارس ۱۹۵۱) بازیگر آمریکایی است.
از جمله فیلم‌های او می‌توان به آسمان وانیلی (۲۰۰۱)، ضد مرگ (۲۰۰۷)، هشت نفرت‌انگیز (۲۰۱۵)، طلوع خورشید تکیلا، فرار از نیویورک و سریال سفرهای جیمی مک‌فیترز اشاره کرد.

## گزیده فیلم‌شناسی
فهرست برخی از فیلم‌هایی که کرت راسل در آن‌ها به ایفای نقش پرداخته‌است:
- در نمایشگاه جهانی اتفاق افتاد-۱۹۶۳
- تفنگ‌های دیابلو-۱۹۶۵
- بچه‌ها دنبالم بیاین-۱۹۶۸
- گروه خانواده یک و تنها، اصلی-۱۹۶۸
- اسب در کت و شلوار فلانل خاکستری-۱۹۶۸
- ماشین حساب عوضی-۱۹۶۹
- میمون زرنگ-۱۹۷۱
- رژه احمقان-۱۹۷۱
- حالا شما او را می‌بینید، حالا نمی‌بینید-۱۹۷۲
- چارلی و فرشته-۱۹۷۳
- بابای فوق‌العاده-۱۹۷۳
- قوی‌ترین مرد جهان-۱۹۷۵
- برج مرگبار-۱۹۷۵
- الویس-۱۹۷۹
- ماشین‌های مستعمل-۱۹۸۰
- فرار از نیویورک-۱۹۸۱
- روباه و سگ شکاری-۱۹۸۱
- موجود-۱۹۸۲
- سیلکوود-۱۹۸۳
- شیفت بعدازظهر-۱۹۸۴
- میانگین فصل-۱۹۸۵
- بهترین زمان-۱۹۸۶
- مشکل بزرگ در چین کوچک-۱۹۸۶
- بر فراز دریا-۱۹۸۷
- طلوع خورشید تکیلا-۱۹۸۸
- مردم زمستانی-۱۹۸۹
- تانگو و کش-۱۹۸۹
- بازافروختگی-۱۹۹۱
- ورود غیرقانونی-۱۹۹۲
- کاپیتان ران-۱۹۹۲
- توم‌استون-۱۹۹۳
- فارست گامپ-۱۹۹۴
- استارگیت-۱۹۹۴
- تصمیم اداری-۱۹۹۶
- فرار از لس آنجلس-۱۹۹۶
- انهدام-۱۹۹۷
- سرباز-۱۹۹۸
- ۳۰۰۰ مایل به گریسلند-۲۰۰۱
- آسمان وانیلی-۲۰۰۱
- بزرگ‌راه ۶۰-۲۰۰۲
- آبی تیره-۲۰۰۲
- معجزه-۲۰۰۴
- جیمینی گلیک در لالاوود-۲۰۰۴
- اسکای‌های-۲۰۰۵
- رؤیاپردازان-۲۰۰۵
- پوزئیدون-۲۰۰۶
- ضد مرگ-۲۰۰۷
- گرایندهاوس-۲۰۰۷
- تاچ‌بک-۲۰۱۲
- هنر سرقت-۲۰۱۳
- خشن ۷-۲۰۱۵
- تاماهاوک استخوانی-۲۰۱۵
- هشت نفرت‌انگیز-۲۰۱۵
- دیپ‌واتر هورایزن-۲۰۱۶
- سریع ۸-۲۰۱۷
- نگهبانان کهکشان بخش ۲-۲۰۱۷
- ماجراهای کریسمس-۲۰۱۸
- کریپتو-۲۰۱۹
- روزی روزگاری در هالیوود-۲۰۱۹
- ماجراهای کریسمس ۲-۲۰۲۰
- سریع و خشمگین ۹-۲۰۲۱
- سفرهای جیمی مک‌فیترز (مجموعه تلویزیونی)
- دود اسلحه (مجموعه تلویزیونی)
- ویرجینیایی (مجموعه تلویزیونی)
- فراری (مجموعه تلویزیونی)
- جزیره گیلیگن (مجموعه تلویزیونی)
- گمشده در فضا  (مجموعه تلویزیونی)
- چاپارل  (مجموعه تلویزیونی)